# Campionato europeo femminile di pallacanestro Under-18 Division C 2001
Il Campionato europeo femminile di pallacanestro Under-18 2001 di Division C (noto anche come FIBA U18 Women's European Championship Division C 2001) si è svolto in Cipro a Nicosia.

## Squadre partecipanti
- Andorra
- Cipro
- Gibilterra
- Islanda

- Lussemburgo
- Malta
- Scozia

## Prima Fase

### Girone A
| Pos | Squadra | G | V | P | PF  | PS  | DP  | Pt |
| --- | ------- | - | - | - | --- | --- | --- | -- |
| 1   | Scozia  | 2 | 2 | 0 | 127 | 85  | +42 | 4  |
| 2   | Islanda | 2 | 1 | 1 | 114 | 96  | +18 | 3  |
| 3   | Malta   | 2 | 0 | 2 | 75  | 135 | −60 | 2  |

| Nicosia 18 luglio 2001 | Islanda | 63 – 41 | Malta |  |

| Nicosia 19 luglio 2001 | Malta | 34 – 72 | Scozia |  |

| Nicosia 20 luglio 2001 | Scozia | 55 – 51 | Islanda |  |

### Girone B
| Pos | Squadra     | G | V | P | PF  | PS  | DP   | Pt |
| --- | ----------- | - | - | - | --- | --- | ---- | -- |
| 1   | Lussemburgo | 3 | 3 | 0 | 213 | 117 | +96  | 6  |
| 2   | Cipro       | 3 | 2 | 1 | 215 | 111 | +104 | 5  |
| 3   | Andorra     | 3 | 1 | 2 | 152 | 157 | −5   | 4  |
| 4   | Gibilterra  | 3 | 0 | 3 | 49  | 244 | −195 | 3  |

| Nicosia 18 luglio 2001 | Andorra | 65 – 13 | Gibilterra |  |

| Nicosia 18 luglio 2001 | Cipro | 52 – 53 | Lussemburgo |  |

| Nicosia 19 luglio 2001 | Lussemburgo | 70 – 46 | Andorra |  |

| Nicosia 19 luglio 2001 | Gibilterra | 17 – 89 | Cipro |  |

| Nicosia 20 luglio 2001 | Lussemburgo | 90 – 19 | Gibilterra |  |

| Nicosia 20 luglio 2001 | Cipro | 74 – 41 | Andorra |  |

## Seconda Fase

### Classificazione 5º - 7º posto
| Pos | Squadra    | G | V | P | PF  | PS  | DP  | Pt |
| --- | ---------- | - | - | - | --- | --- | --- | -- |
| 5   | Andorra    | 2 | 2 | 0 | 138 | 61  | +77 | 4  |
| 6   | Malta      | 2 | 1 | 1 | 131 | 114 | +17 | 3  |
| 7   | Gibilterra | 2 | 0 | 2 | 54  | 148 | −94 | 2  |

| Nicosia 21 luglio 2001 | Gibilterra | 41 – 83 | Malta |  |

| Nicosia 22 luglio 2001 | Malta | 48 – 73 | Andorra |  |

### Semifinali
- 1º - 4º posto

| Nicosia 21 luglio 2001 | Lussemburgo | 74 – 33 | Islanda |  |

| Nicosia 21 luglio 2001 | Cipro | 66 – 54 | Scozia |  |

### Finali
- 3º - 4º posto

| Nicosia 22 luglio 2001 | Islanda | 45 – 54 | Scozia |  |

- 1º - 2º posto

| Nicosia 22 luglio 2001 | Cipro | 67 – 57 | Lussemburgo |  |

## Classifica finale
| Pos     | Team        |
| ------- | ----------- |
| Oro     | Cipro       |
| Argento | Lussemburgo |
| Bronzo  | Scozia      |
| 4       | Islanda     |
| 5       | Andorra     |
| 6       | Malta       |
| 7       | Gibilterra  |